# St. Johannes der Täufer (Frensdorf)

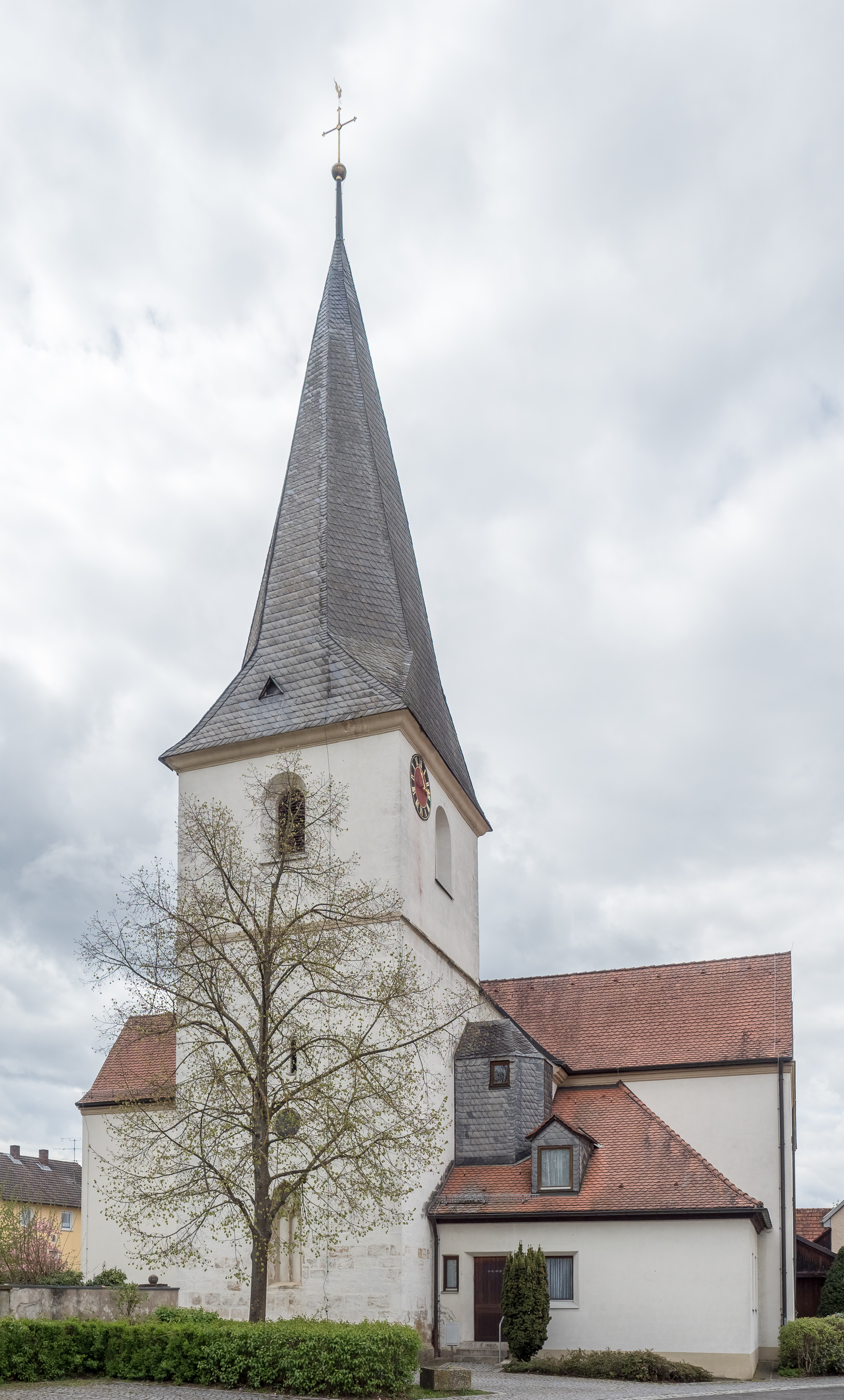
St. Johannes der Täufer (Frensdorf)

Die römisch-katholische Pfarrkirche St. Johannes der Täufer ist ein Kirchengebäude, das in Frensdorf steht, einer Gemeinde im oberfränkischen Landkreis Bamberg in Bayern. Der Chorturm des denkmalgeschützten Bauwerks stammt aus dem 14. Jahrhundert. Die Pfarrei gehört zum Seelsorgebereich Steigerwald im Dekanat Bamberg des Erzbistums Bamberg.

## Beschreibung
Der untere Teil des Chorturms entstand 1353. Er trug im Mittelalter ein Obergeschoss aus Holzfachwerk und einen spitzen Helm, flankiert von vier Wachtürmchen. Erst 1691 erhielt der Turm seine heutige Gestalt und Größe mit dem schiefergedeckten Knickhelm. Ein Pfarrer wurde erstmals im Jahr 1341 urkundlich erwähnt. Die Vergrößerung der Kirchengemeinde erforderte 1713 eine Verlängerung des Langhauses mit der heutigen Deckenhöhe und den Einbau doppelstöckiger Emporen. Aus dieser Zeit stammen die beiden barocken Seitenaltäre. Den Hochaltar schuf 1773 Johann Bernhard Kamm, die Kanzel entstand 1695. In den Jahren 1980/81 wurden die beiden Seitenschiffe an das Langhaus angebaut. Die alten Emporen fielen weg, bis auf die dem Altar gegenüberstehende. Die Breite des vormaligen Langhauses wird durch Pfeiler angezeigt. Die Orgel mit 24 Registern, zwei Manualen und einem Pedal wurde 1987 von der Orgelbau Eisenbarth errichtet.